# Иран на летних Олимпийских играх 1952
Иран принимал участие в Летних Олимпийских играх 1952 года в Хельсинки (Финляндия) в третий раз за свою историю, и завоевал четыре бронзовых и три серебряных медали.

## Медалисты
| Медаль  | Спортсмен          | Вид спорта       | Дисциплина                        |
| ------- | ------------------ | ---------------- | --------------------------------- |
| Серебро | Махмуд Намджу      | Тяжёлая атлетика | Мужчины, до 56 кг                 |
| Серебро | Насер Гивехчи      | Борьба           | Мужчины, вольная борьба, до 62 кг |
| Серебро | Голамреза Тахти    | Борьба           | Мужчины, вольная борьба, до 79 кг |
| Бронза  | Али Мирзаи         | Тяжёлая атлетика | Мужчины, до 56 кг                 |
| Бронза  | Махмуд Моллагасеми | Борьба           | Мужчины, вольная борьба, до 52 кг |
| Бронза  | Джаханбахт Тофиг   | Борьба           | Мужчины, вольная борьба, до 67 кг |
| Бронза  | Абдулла Моджтабави | Борьба           | Мужчины, вольная борьба, до 73 кг |